# Liste der Flughäfen in der Schweiz
Die Liste der Flughäfen in der Schweiz enthält alle Landesflughäfen und Regionalflughäfen der Schweiz.
Im Jahr 2014 wurden an den drei Landesflughäfen (Zürich, Genf und Basel) rund 47,2 Millionen Passagiere und 542'000 Flugbewegungen verzeichnet. An den 11 Regionalflughäfen betrug das Verkehrsaufkommen im gleichen Zeitraum rund 568'000 Passagiere und 381'000 Flugbewegungen.

## Erklärung zur Liste
- Name des Flughafens: Nennt den Namen des Flughafens sowie eventuelle Zusatzbezeichnungen.
- IATA-Code: Der IATA-Code besteht aus einer Kombination von jeweils drei lateinischen Buchstaben und dient zu einer eindeutigen Kennzeichnung der einzelnen Verkehrsflughäfen. Der IATA-Code wird von der International Air Transport Association (IATA) vergeben.
- ICAO-Code: Der ICAO-Code wird von der International Civil Aviation Organization vergeben und besteht aus einer eindeutigen Kombination aus vier lateinischen Buchstaben.
- Eröffnung: Nennt das Jahr, in dem der Flughafen am aktuellen Standort eröffnet wurde.
- Passagiere: Gibt die gesamte Passagierzahl des Flughafens für das Jahr 2014 an.
- Flugbewegungen: Gibt die gesamte Anzahl Flugbewegungen des Flughafens für das Jahr 2014 an.
- Ort: In dieser Ortschaft befindet sich der Flughafen.
- Kanton: Dieser Kanton trägt die politische Verantwortung (in Basel nur anteilsmässig, da gemeinschaftlich mit Frankreich).
- Flugsicherung: Nennt für kontrollierte Flugplätze diejenige Organisation, die für die lokale Platzkontrolle (Tower) verantwortlich ist.
- Bild: Zeigt ein Bild des Flughafens an.
- Position: Mit einem roten Punkt wird auf der Schweizer Karte ausgewiesen, wo sich der Flughafen befindet.

Hinweis: Die Liste ist sortierbar: durch Anklicken eines Spaltenkopfes wird die Liste nach dieser Spalte sortiert, zweimalige Anklicken kehrt die Sortierung um. Durch das Anklicken zweier Spalten hintereinander lässt sich jede gewünschte Kombination erzielen.

## Alle Landesflughäfen der Schweiz
| \| Flughafen Basel \| |
| Flughafen Basel       |

| Flughafen Basel |

| \| Flughafen Genf \| |
| Flughafen Genf       |

| Flughafen Genf |

| \| Flughafen Zürich \| |
| Flughafen Zürich       |

| Flughafen Zürich |

## Regionalflughäfen
| \| Flughafen Bern \| |
| Flughafen Bern       |

| Flughafen Bern |

| \| Flugplatz Birfeld \| |
| Flugplatz Birfeld       |

| Flugplatz Birfeld |

| \| Flugplatz Bressaucourt \| |
| Flugplatz Bressaucourt       |

| Flugplatz Bressaucourt |

| \| Flugplatz Ecuvillens \| |
| Flugplatz Ecuvillens       |

| Flugplatz Ecuvillens |

| \| Flughafen Grenchen \| |
| Flughafen Grenchen       |

| Flughafen Grenchen |

| \| Flugplatz Les Eplatures \| |
| Flugplatz Les Eplatures       |

| Flugplatz Les Eplatures |

| \| Flugplatz Lausanne-La Blécherette \| |
| Flugplatz Lausanne-La Blécherette       |

| Flugplatz Lausanne-La Blécherette |

| \| Flughafen Lugano \| |
| Flughafen Lugano       |

| Flughafen Lugano |

| \| Flugplatz Samedan \| |
| Flugplatz Samedan       |

| Flugplatz Samedan |

| \| Flughafen Sitten \| |
| Flughafen Sitten       |

| Flughafen Sitten |

| \| Flugplatz St. Gallen \| |
| Flugplatz St. Gallen       |

| Flugplatz St. Gallen |

## Sonstiges
Während des Zweiten Weltkrieges plante die Berner Kantonsregierung den Bau des Schweizerischen Zentralflughafens Utzenstorf. Das Projekt wurde nie realisiert und 1945 zugunsten des Flughafens Zürich aufgegeben.